# 굿캐스팅
《굿캐스팅》은 2020년 4월 27일부터 2020년 6월 16일까지 방영한 SBS 월화 미니시리즈로, 첫 방송 전인 2020년 2월에 100% 제작이 완료된 사전제작 드라마이다.

## 기획의도
- 현장에서 밀려나 근근이 책상을 지키던 여성 국정원 요원들이 우연히 현장으로 차출되며 벌어지는 액션 코미디 드라마.

## 등장 인물

### 주요 인물
- 최강희 : 백찬미(가명 백장미) 역 - 38세, 3년 전 전설의 블랙 요원. 국정원 사이버 안보팀 → 일광하이텍 대표이사실 비서로 위장
- 유인영 : 임예은(가명 임정은) 역 - 28세, 국정원 산업보안팀 현장지원부 → 일광하이텍 광고기획팀 인턴사원으로 위장
- 김지영 : 황미순(가명 기미선) 역 - 48세, 국정원 국제 대테러 대응팀 → 싹싹클린 파견직 청소용역으로 위장
- 이상엽 : 윤석호 역 - 35세, 일광하이텍 대표이사
- 이준영 : 강우원 역 - 29세, 모델출신 배우, 일광하이텍 밥솥 광고모델
- 이종혁 : 동관수 역 - 43세, 찬미와는 과거 사내커플이었던 사이. 국정원 국내파트 산업보안 3팀 팀장

### 국정원 라인
- 정인기 : 서국환 역 - 50대, 곰의 탈을 쓴 여우. 약삭빠른 사내정치의 달인. 국내 산업보안파트 총괄 국장
- 박경순 : 배무혁 역 - 20대, 국정원 인턴사원. 현장에 투입된 아줌마들의 서포터 업무 담당
- 황보미 : 간태희 역 - 30대, 국정원 블랙 요원

### 일광하이텍 라인
- 우현 : 명계철 역 - 50대, 전무. 연구원 출신으로선 파격적인 승진을 거듭, 전무의 자리까지 오름
- 이상훈 : 탁상기 역 - 40대, 기획개발본부장. 명 전무의 오른팔로 온갖 더러운 일을 도맡아 하는 최측근
- 김용희 : 옥철 / 마이클 역 - 50대, 연구소장. 약자 앞에 서면 끝없이 강해지는 이중인격자
- 허재호 : 변우석 역(변 비서) - 30대, 윤석호 본부장의 수행 비서
- 한수진 : 구 비서 역 - 40대, 기획개발본부 비서. 화교 출신
- 조영훈 : 설영훈 역 - 30대, 연구소 옥소장의 총애를 받는 연구원
- 남성진 : 일광하이텍 청소 반장 역
- 김경숙 : 박경숙 역 - 일광하이텍 홍보 팀장
- 진수현 : 효진 역 - 예은의 직장상사
- 박시현 : 일광하이텍 직원 역

### 주변 인물
- 차수연 : 심화란 역 - LK에스테틱 오너, 윤석호의 前 처. 4선 의원을 지낸 심찬 국회의원 딸
- 이승형 : 남봉만 역 - 40대, 회사원, 미순의 남편
- 김보윤 : 남주연 역 - 미순의 딸, 여고생, 강우원 팬
- 배진웅 : 피철웅 역 - 30대, 어쩌다 보니 성질 뭣 같은 강우원의 매니저
- 성혁 : 권민석 역 - 임예은의 남편. 권소희의 아빠
- 노하연 : 권소희 역 - 임예은의 딸

### 그 외 인물
- 김진호 : 금동석 역 - 국가정보원 차장
- 장남열 : 왕카이 역
- 선학 : M 역 - 왕카이의 수하
- 김미혜 : 승무원 역
- 정종우
- 서동석
- 송민재
- 안수빈
- 서범식
- 아나스타샤 소코로바 : 바르바라 역 - 교도소에 수감된 외국인

## 수상 경력
- 2020 SBS연기대상 베스트 캐릭터상 최강희

## 촬영지
- 구 성동구치소
- SBS 프리즘타워 - 일광하이텍
- 이월드
- 압구정나들목 토끼굴

## 시청률
최저 시청률과 최고 시청률은 시청률 조사회사와 지역별로 시청률에 차이가 있을 수 있습니다.
| 2020년      | 2020년      | 2020년         | 2020년         | 2020년       |
| 회차        | 방송일      | TNmS 시청률    | AGB 시청률     | AGB 시청률   |
| 회차        | 방송일      | 대한민국(전국) | 대한민국(전국) | 서울(수도권) |
| ----------- | ----------- | -------------- | -------------- | ------------ |
| 제1회       | 4월 27일    | 8.5%           | 9.5%           | 10.5%        |
| 제1회       | 4월 27일    | 9.5%           | 12.3%          | 13.2%        |
| 제2회       | 4월 28일    | 9.5%           | 9.8%           | 10.9%        |
| 제2회       | 4월 28일    | 9.8%           | 10.8%          | 11.8%        |
| 제3회       | 5월 4일     | 7.7%           | 8.5%           | 9.4%         |
| 제3회       | 5월 4일     | 9.2%           | 9.8%           | 10.8%        |
| 제4회       | 5월 5일     | 8.7%           | 8.7%           | 9.9%         |
| 제4회       | 5월 5일     | 10.5%          | 11.1%          | 12.8%        |
| 제5회       | 5월 11일    | 7.9%           | 8.6%           | 9.3%         |
| 제5회       | 5월 11일    | 9.3%           | 10.3%          | 11.1%        |
| 제6회       | 5월 12일    | 8.5%           | 8.4%           | 9.2%         |
| 제6회       | 5월 12일    | 9.3%           | 9.2%           | 10.0%        |
| 제7회       | 5월 18일    | 7.8%           | 7.6%           | 8.3%         |
| 제7회       | 5월 18일    | 9.1%           | 9.1%           | 9.9%         |
| 제8회       | 5월 19일    | 7.5%           | 7.4%           | 8.8%         |
| 제8회       | 5월 19일    | 8.6%           | 8.5%           | 10.0%        |
| 제9회       | 5월 25일    | 6.7%           | 6.9%           | 7.5%         |
| 제9회       | 5월 25일    | 8.2%           | 8.5%           | 9.4%         |
| 제10회      | 5월 26일    | 7.0%           | 7.1%           | 7.6%         |
| 제10회      | 5월 26일    | 8.2%           | 8.7%           | 9.4%         |
| 제11회      | 6월 1일     | 6.8%           | 6.5%           | 6.9%         |
| 제11회      | 6월 1일     | 7.7%           | 8.0%           | 8.2%         |
| 제12회      | 6월 2일     | 6.6%           | 7.1%           | 7.8%         |
| 제12회      | 6월 2일     | 7.9%           | 8.3%           | 9.0%         |
| 제13회      | 6월 8일     | 5.7%           | 6.1%           | 6.8%         |
| 제13회      | 6월 8일     | 7.8%           | 8.4%           | 9.4%         |
| 제14회      | 6월 9일     | 6.1%           | 6.7%           | 7.3%         |
| 제14회      | 6월 9일     | 7.9%           | 8.5%           | 9.3%         |
| 제15회      | 6월 15일    | 6.3%           | 6.6%           | 7.3%         |
| 제15회      | 6월 15일    | 7.6%           | 8.1%           | 8.9%         |
| 제16회      | 6월 16일    | 6.5%           | 7.9%           | 8.6%         |
| 제16회      | 6월 16일    | 8.2%           | 9.8%           | 11.0%        |
| 평균 시청률 | 평균 시청률 | %              | %              | %            |

## 참고 사항
- 당초 수목드라마 《시크릿 부티크》의 후속작으로 편성될 예정이었지만 잠정 휴방으로 인해 결국 월화드라마로 편성이 확정되었다[3].
- 원래 제목은 〈미스캐스팅〉이었으나 좋은 배우들을 모아놓고 만든 드라마로 매우 부적절하다는 의견으로 《굿캐스팅》으로 최종 확정했다.[4]
- 본 드라마는 픽션이며, 실제와 관련 없음을 밝힌다.
- 본 화면에 레터박스가 구성되었다.
- 특정 직업에 대한 명예를 훼손할 소지가 있는 내용을 내보내 방송위원회로부터 "권고" 조치를 받았다[5].

## 촬영지
- 구 성동구치소
- SBS프리즘타워 - 일광하이텍
- 이월드
- 압구정나들목 토끼굴
- 서울시 관악구 신림동
- 경기도 일산시 SBS 탄현 제작센터
- 강원도 평창군 대관령 알펜시아 리조트

## 동시간대 드라마
- KBS 월화 미니시리즈

《본 어게인》 (2020년 4월 20일 ~ 2020년 6월 9일)
- MBC 월화 미니시리즈

《저녁 같이 드실래요?》 (2020년 5월 25일 ~ 2020년 7월 14일)
- JTBC 월화드라마

《야식남녀》 (2020년 5월 25일 ~ 2020년 6월 30일)